# Palmanova
Palmanova (furlanisch: Palme) ist eine Gemeinde mit 5352 Einwohnern (Stand 31. Dezember 2023) in der Region Friaul-Julisch Venetien. Sie wurde am Ende des 16. Jahrhunderts als Planstadt angelegt, und ihr typischer sternförmiger Grundriss hat sich bis heute erhalten. Sie hat eine Gemeindefläche von etwa 1300 ha und liegt auf einer Höhe von 27 m s.l.m.

## Lage
Palmanova liegt südlich von Udine unmittelbar östlich des Autobahndreiecks der A4 (Venedig–Triest) und der A23 (Abzweig nach Villach). Die Bahnlinie Udine–Triest/Venedig führt an Palmanova vorbei. Die Entfernung nach Udine beträgt etwa 20 km, nach Venedig etwa 120 km.
Die Nachbargemeinden sind Bagnaria Arsa, Gonars, San Vito al Torre, Santa Maria la Longa, Trivignano Udinese und Visco.

## Geschichte
Als Gründungsdatum gilt der 7. Oktober 1593, der 22. Jahrestag des Sieges von Lepanto und der Tag der Hl. Justina von Padua, die zur Schutzheiligen von Palmanova bestimmt wurde. Palmanova war als Festungsstadt der Republik Venedig zum Schutz vor den Türken angelegt. Vor allem aber sollte die Stadt zum wichtigsten Landstützpunkt der Venezianer überhaupt ausgebaut werden – ein Plan, der misslang. Von dieser Absicht zeugt heute nur noch der fast runde, etwa zwei Hektar große Hauptplatz (Piazza Grande), der für die Kleinstadt völlig überdimensioniert ist.
Jedes Jahr Ende August erinnert die Stadt an die Ereignisse von 1615, als sie zum Hauptquartier der venezianischen Truppen wurde, die gegen Österreich im Krieg der Uskoken eingesetzt wurden.
Später diente die Festung der Verteidigung gegen die Habsburger, die das benachbarte Friaul und Görz beherrschten. Diese Aufgabe erfüllte die Stadt über zweihundert Jahre, ehe sie von Napoleon erobert wurde, der Venetien im Frieden von Campo Formio 1797 Österreich überließ, von 1806 bis 1814 seinem Königreich Italien eingliederte, dann aber endgültig den Österreichern abtreten musste. Die Kapitulation Venedigs wurde in Palmanova unterzeichnet.
1866 fiel Palmanova schließlich an Italien. Im Ersten Weltkrieg war Palmanova wichtiger Stützpunkt der Italiener im Hinterland der Isonzofront; entsprechend wurden hier Lazarette und Truppenübungsplätze angelegt. Palmanova wurde am 30. Oktober 1917 im Zuge der zwölften Isonzoschlacht (Schlacht von Karfreit) von den Österreichern erobert und erlitt Zerstörungen durch Artilleriebeschuss. Heute erinnert ein Militärmuseum in der Stadt unter anderem an diese Zeit. 1960 wurde die Stadt zum Nationaldenkmal erklärt und 2017 in das UNESCO-Weltkulturerbe aufgenommen.

## Anlage und Sehenswürdigkeiten

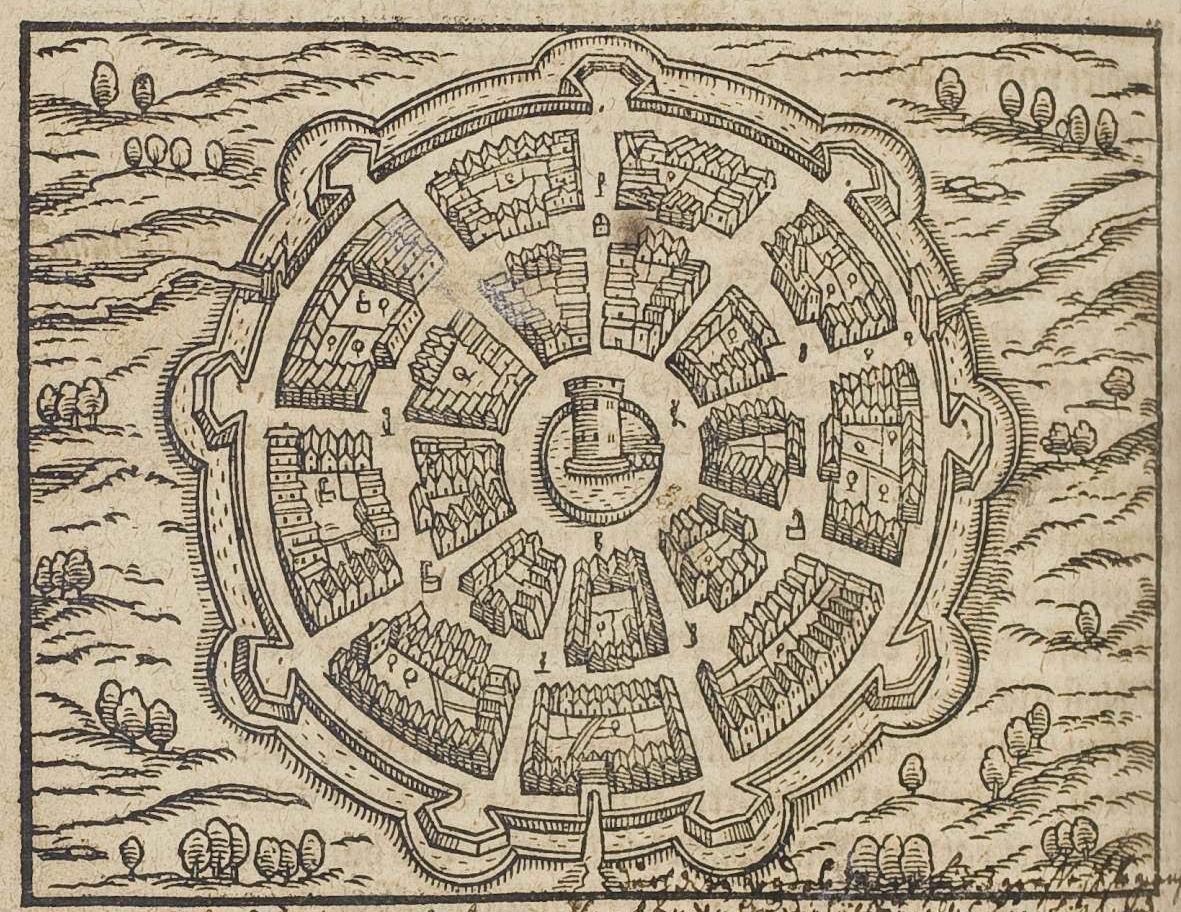
Ansicht von Palmanova (Theatrum Urbium von Abraham Saur, Ausgabe 1610)

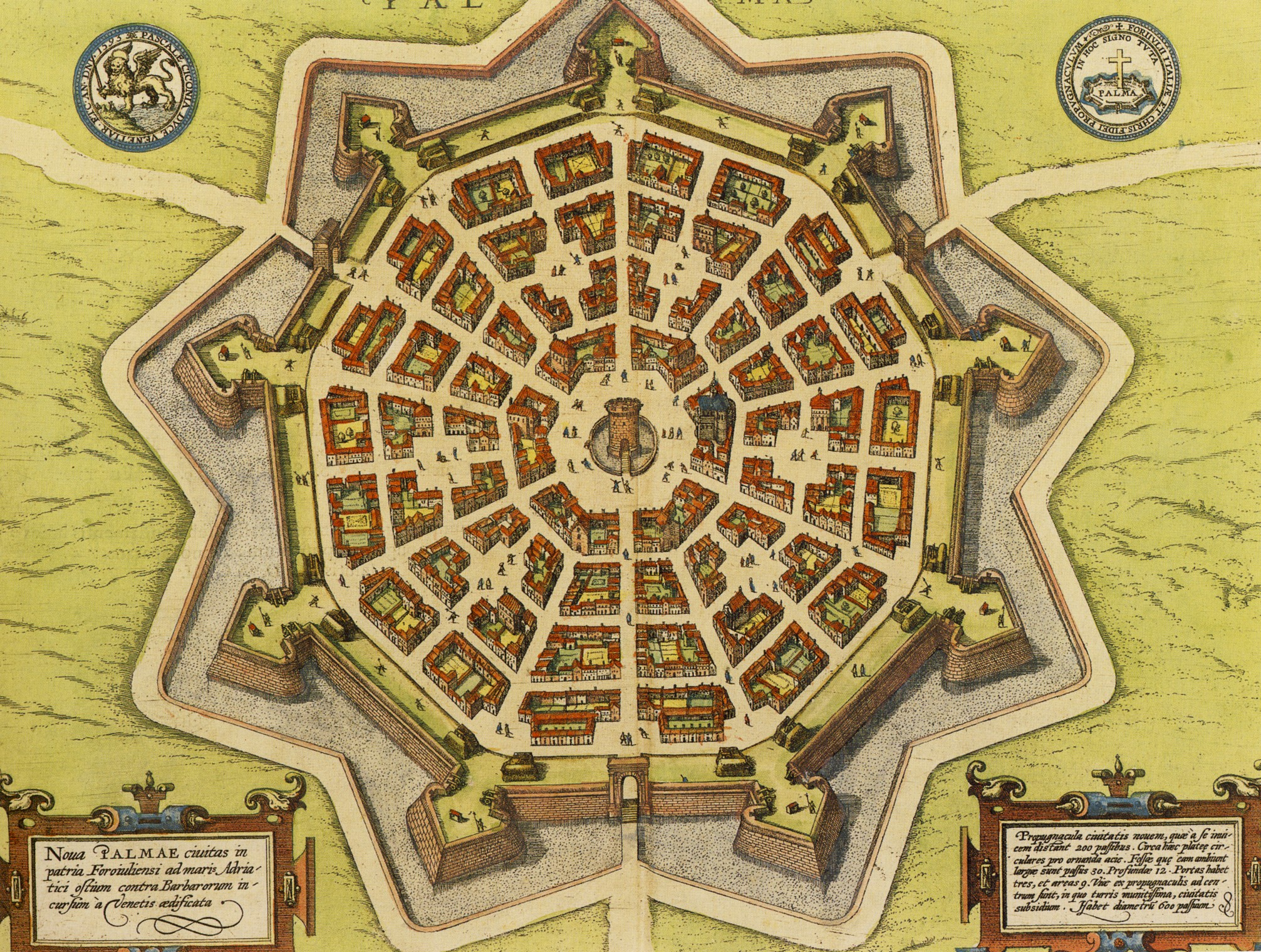
Palmanova als Idealstadt in Sternform nach Georg Braun und Frans Hogenberg

Palmanova wurde als Idealstadttypus mit radialem Straßennetz geplant und auch umgesetzt. Besondere Merkmale waren relativ breite regelmäßige Straßen, so dass die Soldaten aus dem Zentrum (Exerzierplatz) auf schnellstem Wege zu den Verteidigungsanlagen (Stadtmauer) gelangen konnten. Im Zentrum wohnten die befehlshabenden Offiziere, ringsherum die Liniensoldaten und entlang der Befestigung die Söldner.
Die drei großen Stadttore Porta Aquileia, Porta Udine und Porta Cividale haben sich erhalten, teilweise sogar mit ihren frühbarocken Vorwerken. Die Tore wurden wohl von Vincenzo Scamozzi, einem renommierten Baumeister aus Vicenza, angelegt. Die äußeren drei Festungsringe wurden von innen nach außen angelegt und bilden ein regelmäßiges Neuneck bzw. einen neunzackigen Stern. Der innerste Ring mit dem Flutgraben (fossato) wurde 1593–1620 errichtet, 1665–1683 wurden in die jeweiligen Zwischenräume der neun Bastionen weitere neun (kleinere) Bastionen (so genannte „Ravelins“) eingefügt. Napoleon schließlich erweiterte die Anlage abermals durch den Bau von neun, den älteren Bastionen vorgelagerten Lünetten.
Die Stadt beherbergt drei Kirchen: Die kleine Franziskuskirche (um 1600), die im 19. Jahrhundert zwischenzeitlich als Arsenal diente; die Kirche der Geburt der Jungfrau Maria (um 1660 von Franziskanern erbaut), die von den Franzosen in ein Warenlager umgewidmet wurde und seither profaniert ist, und die Kathedrale (erbaut 1615–1636) mit einem einschiffigen säulenfreien Innenraum, drei Chorkapellen und vier Seitenaltären.
Außerdem finden sich in Palmanova ein Stadtmuseum und ein Militärmuseum, ein Theater mit einer Front aus sechs Säulen, eine Reihe von Militärbauten (Magazine, Arsenale) sowie an weiteren Gebäuden: Der Palazzo del Provvedittore Generale (1598), erbaut als Sitz des örtlichen Vertreters der Republik Venedig, die Loggia der Großen Garde, Santo Monte de Pietá mit einer Pieta-Statue vom Ende des 17. Jahrhunderts – das Gebäude diente der Armenversorgung in der Stadt, der Palazzo Del Governatore dell'Armi als Sitz des Militärbefehlshabers der Festung und schließlich der Palazzo del Ragionato, der Sitz des Schatzmeisters von Palmanova. Das Rathaus der Gemeinde befindet sich an der Piazza Grande.

## Kultur
Palmanova ist Heimat des Mitteleuropa Orchestra, eines 47-köpfigen Symphonieorchesters.

## Weitere Planstädte
Heute ist nur noch bei wenigen barocken Idealstädten die ursprüngliche geometrische Struktur so deutlich erkennbar wie in Palmanova. Vergleichbare Fälle finden sich vor allem in den von Vauban angelegten Festungsstädten (vor allem Neuf-Brisach sowie in der Altstadt von Saarlouis), in Karlsruhe sowie in Rumänien die transsylvanische Festungsstadt Alba Iulia (deutsche Namensgebung: Karlsburg (früher Weißenburg), Siebenbürgen).
Siehe auch: Planstadt, Idealstadt

## Bilder

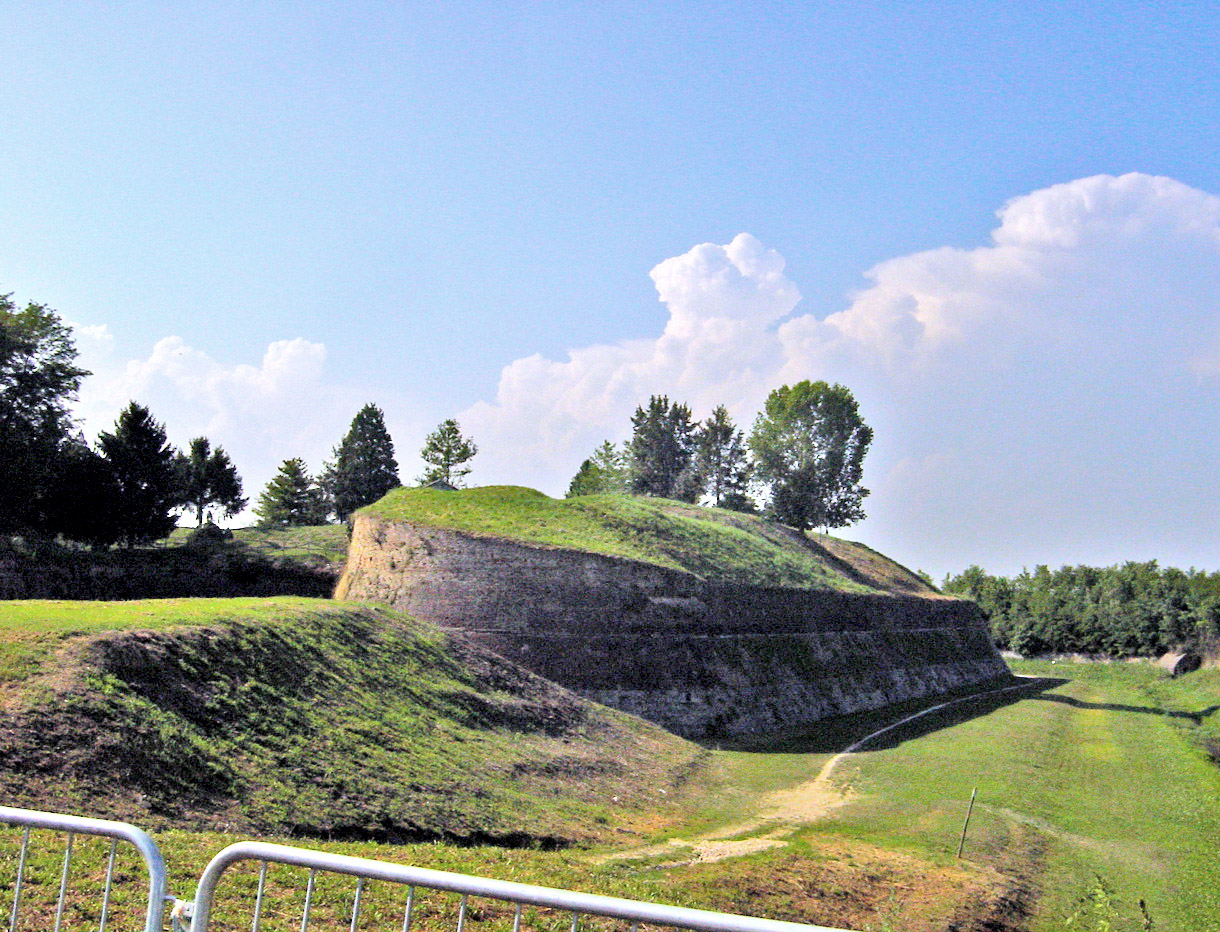
Ein Bollwerk
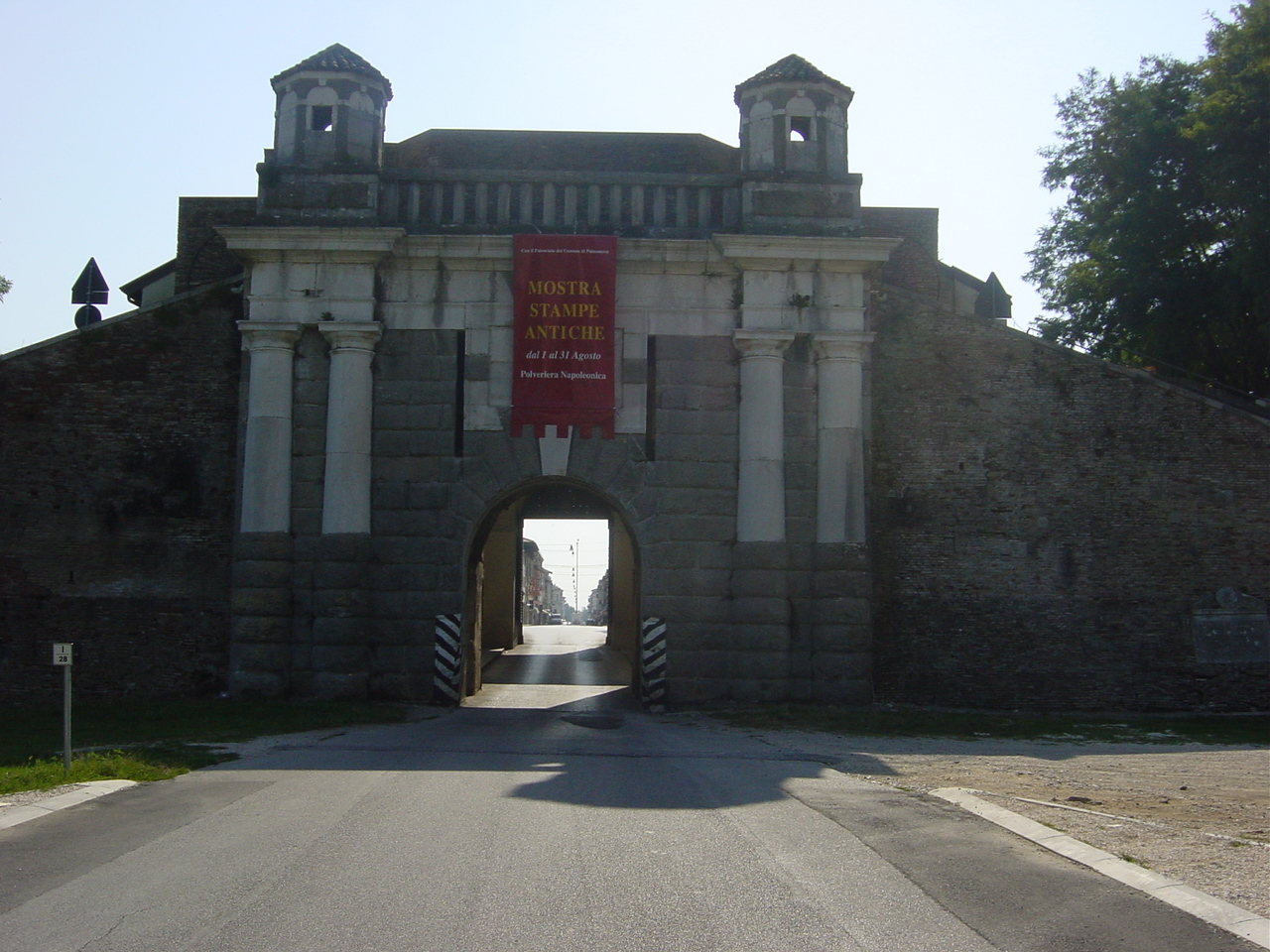
Eines der befestigten Haupttore der Stadt
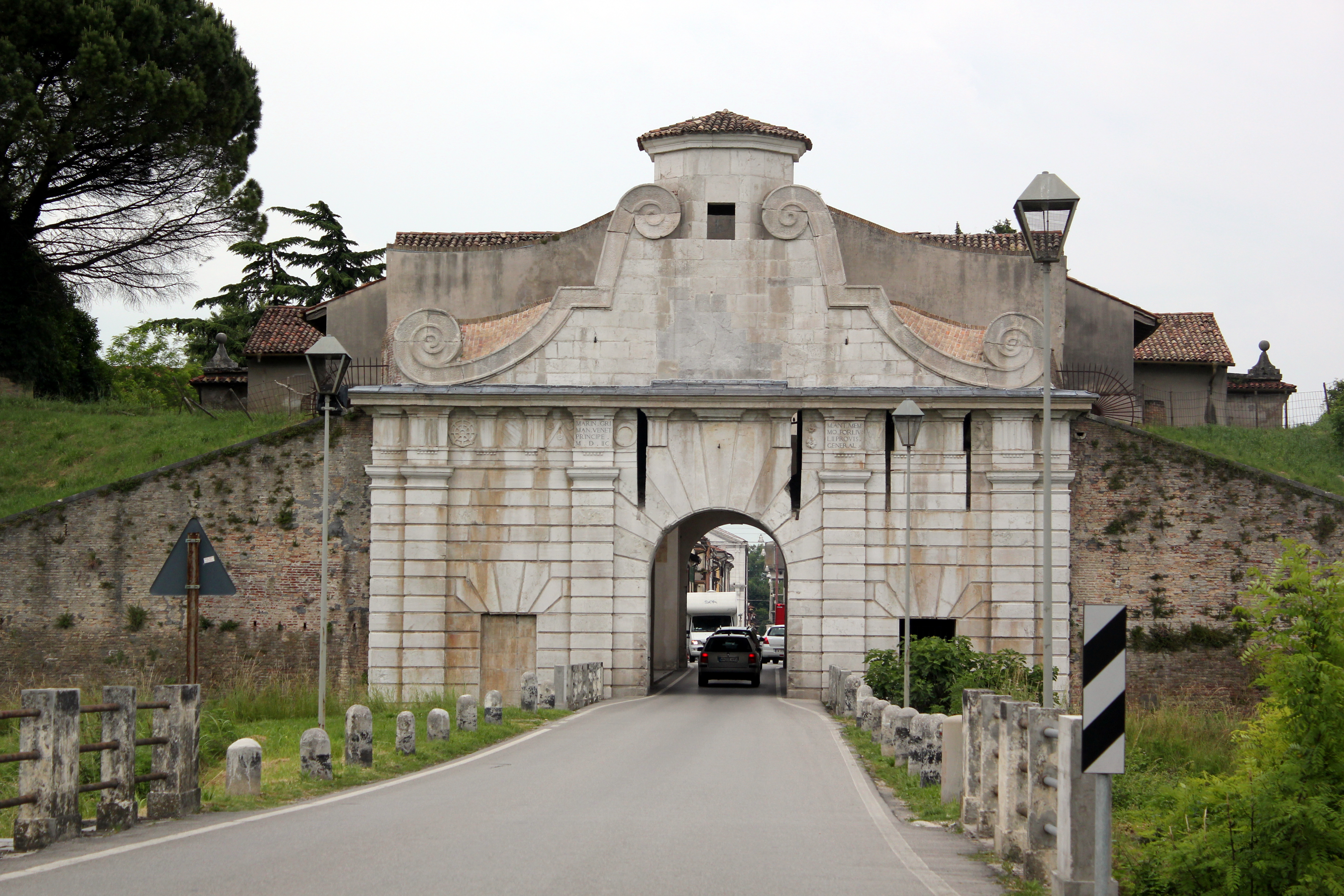
Ein weiteres Tor
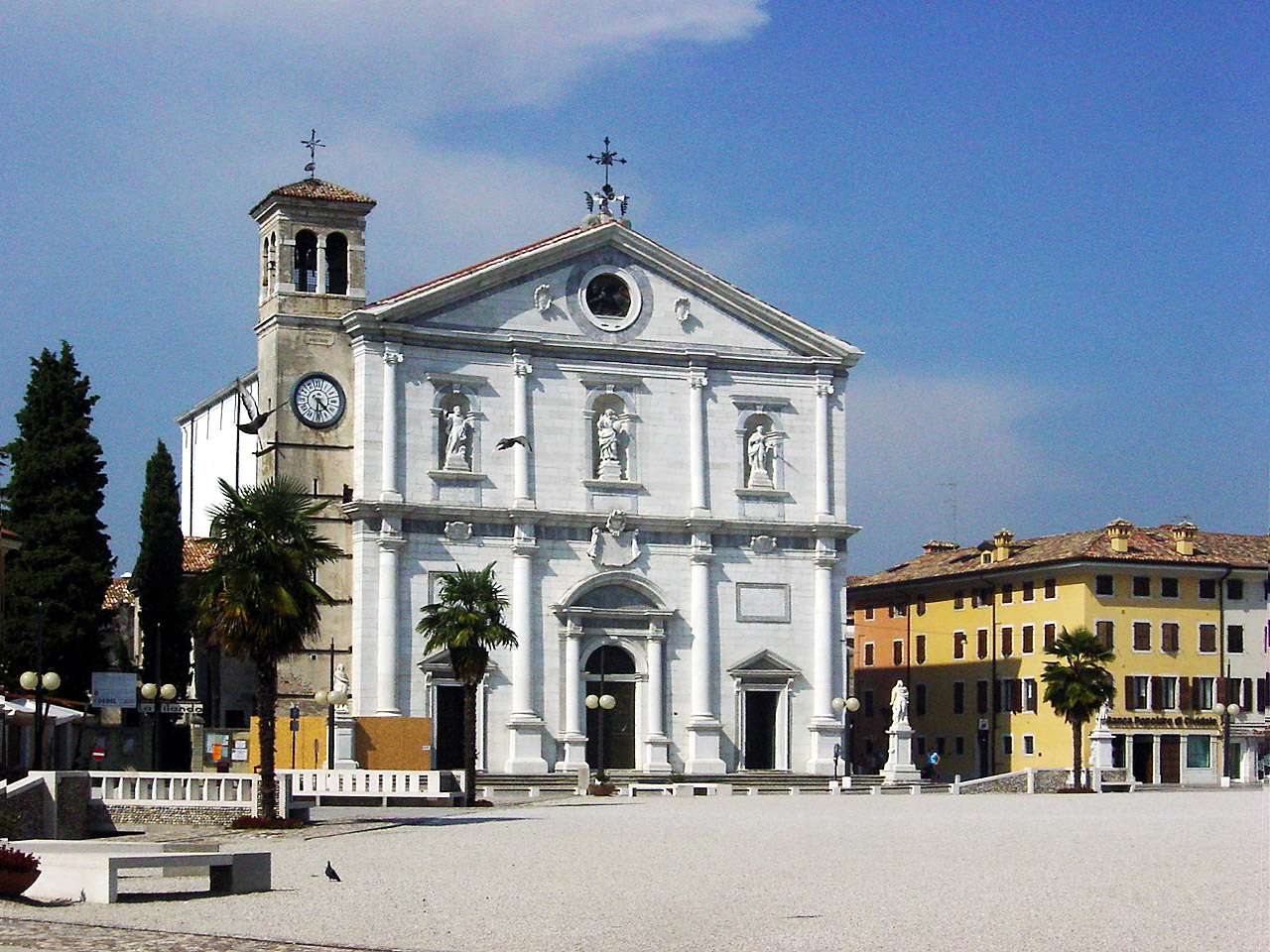
Der Dom
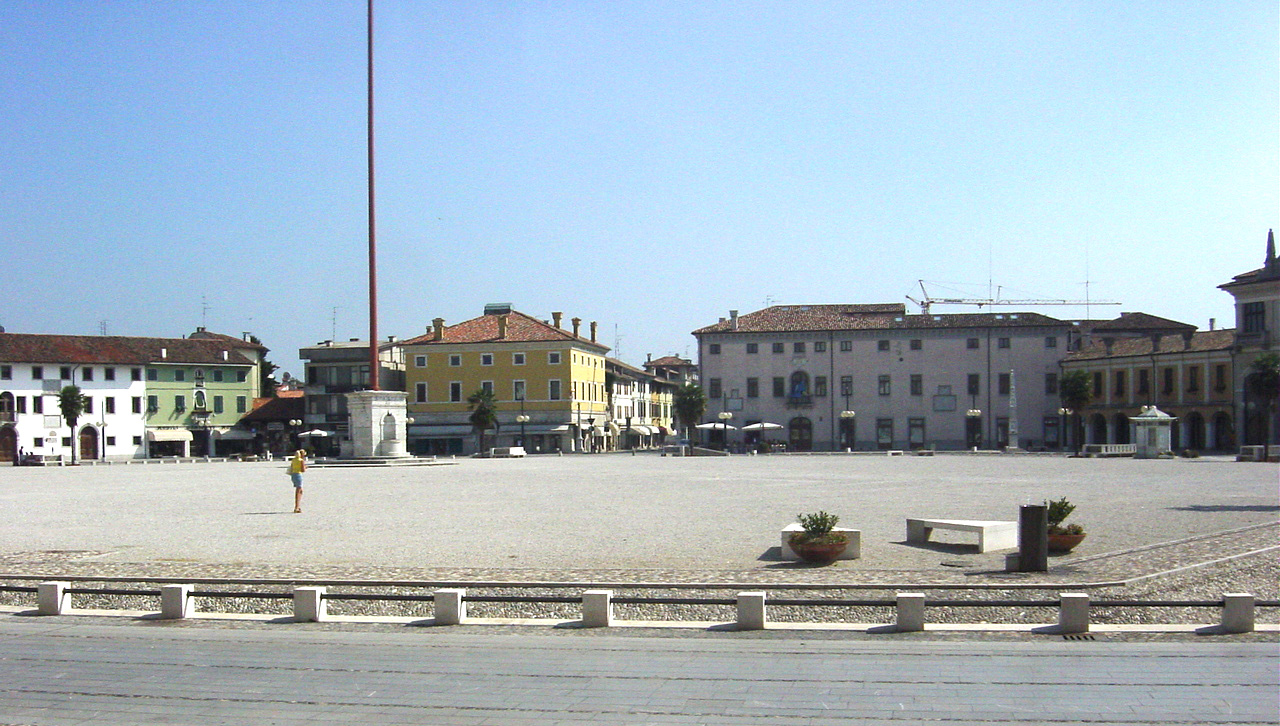
Piazza Grande – Hauptplatz der Kleinstadt
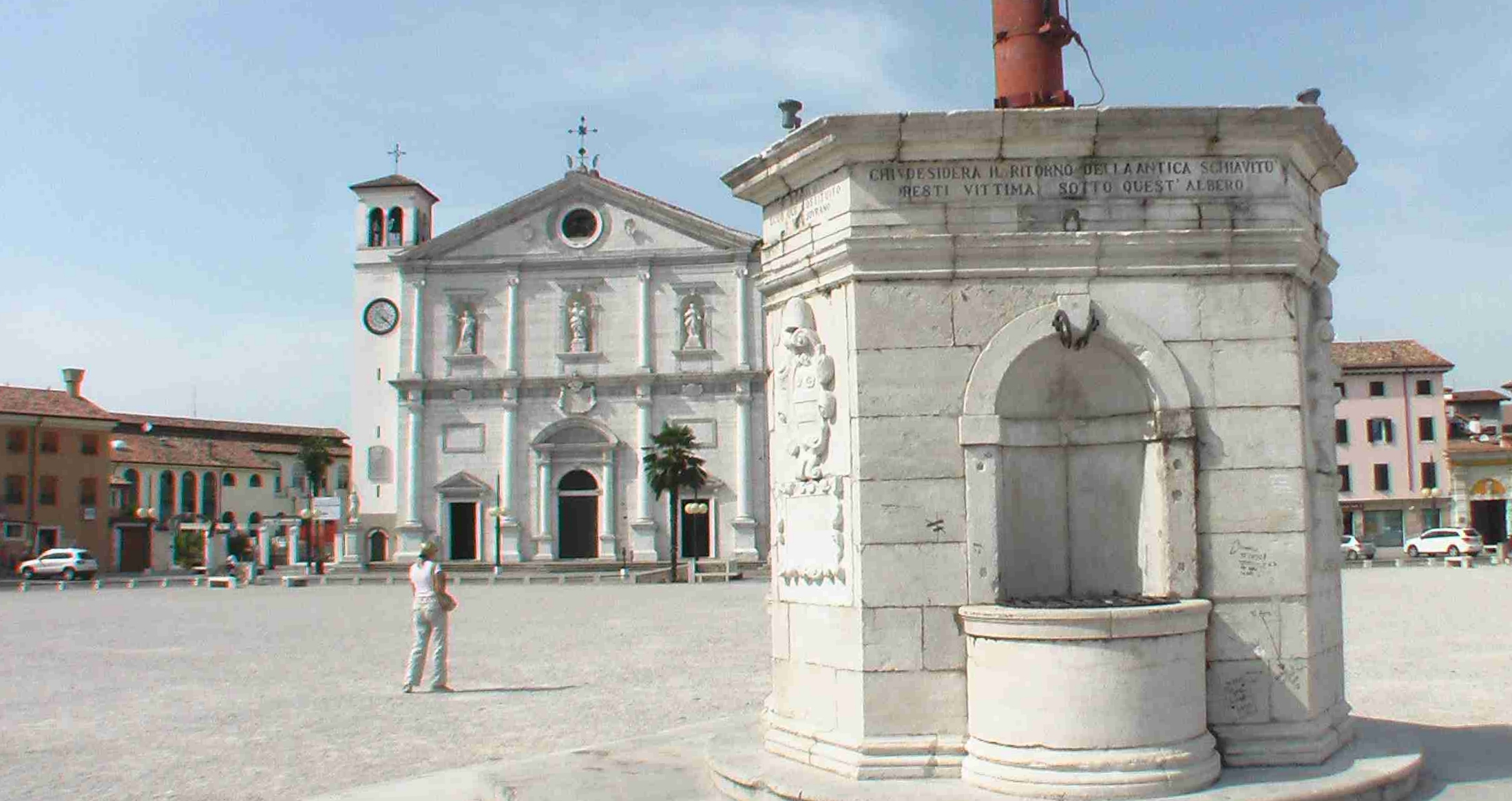
Zentrum von Palmanova

## Söhne und Töchter der Stadt
- Giuseppe Bernardino Bison (1762–1844), Maler
- Ardito Desio (1897–2001), Entdecker
- Nino Franchina (1912–1987), Bildhauer
- Rodolfo Cimino (1927–2012), Comicautor
- Ilenia Vitale (* 1995), Sprinterin
- Aurora Berton (* 2000), Sprinterin